# Premier League Malti 1997-1998
L'edizione 1997-1998 della Premier League maltese è stata l'ottantatreesima edizione della massima serie del campionato maltese di calcio. Il titolo è stato vinto dal Valletta per la seconda volta consecutiva.

## Classifica
|    | Classifica        | G  | V  | N | P  | GF | GS | Dif | Pt |
| -- | ----------------- | -- | -- | - | -- | -- | -- | --- | -- |
| 1  | Valletta          | 27 | 20 | 5 | 2  | 66 | 19 | +47 | 65 |
| 2  | Birkirkara        | 27 | 20 | 3 | 4  | 59 | 22 | +37 | 63 |
| 3  | Sliema Wanderers  | 27 | 18 | 2 | 7  | 64 | 26 | +38 | 56 |
| 4  | Hibernians        | 27 | 15 | 4 | 8  | 50 | 33 | +17 | 49 |
| 5  | Floriana          | 27 | 13 | 6 | 8  | 48 | 27 | +21 | 45 |
| 6  | Pietà Hotspurs    | 27 | 10 | 2 | 15 | 34 | 47 | -13 | 32 |
| 7  | Naxxar Lions      | 27 | 7  | 7 | 13 | 34 | 47 | -13 | 28 |
| 8  | Ħamrun Spartans   | 27 | 7  | 6 | 14 | 26 | 49 | -23 | 27 |
| 9  | Xghajra Tornadoes | 27 | 2  | 6 | 19 | 18 | 71 | -53 | 12 |
| 10 | Tarxien Rainbows  | 27 | 1  | 3 | 23 | 14 | 81 | -67 | 6  |

## Verdetti finali
- Valletta Campione di Malta 1997-1998
- Xghajra Tornadoes e Tarxien Rainbows retrocesse.